# Down in the Tube Station at Midnight
Down in the Tube Station at Midnight (Lá em baixo à meia-noite na estação do metro) é uma música interpretada pela banda The Jam. A música, tal como outras da mesma banda, fala sobre o Metro de Londres. E, está no álbum All Mod Cons de 1978.